# 萩原乳業
萩原乳業株式会（はぎわらにゅうぎょう）は、青森県弘前市に本社を置く乳業メーカー。1952年創業。

## 概要
特に津軽地方にて知名度が高く、青森県全域（八戸地区を除く）の学校給食を供給し、長年「萩原」ブランドの名で親しまれている。
2000年代、大手乳業メーカーが製造拠点の見直しの方針に従って青森県内から撤退（2003年12月末には明治乳業青森工場〔八戸市〕が、また2004年3月末には日本ミルクコミュニティ〔メグミルク←雪印乳業〕青森工場〔青森市〕が、それぞれ閉鎖・撤退した）が相次いだ中、青森県唯一の大規模な処理能力を有する乳業メーカー。
主に青森県内全域の量販店や老健施設に出荷している。
かつては弘前地区を中心における瓶に詰めた牛乳の製造も行っていたが、2000年頃には瓶の使用が中止されている。
また、2013年2月28日、弘前市土手町にアンテナショップ『HAGIWARAミルクハウスローザス』を開設。乳製品製造業者ならではの、ソフトクリームを中心としたメニューを取り揃えていたが、2016年11月に休業、再開の目途は立っていない。

## 商品
- 青森県産萩原牛乳
- あおい森の牛乳（JA全農あおもりとの提携により、東北町輝ヶ丘地区の生乳を使った、産地生産者指定牛乳。）
- ABITANiA JERSEY MILK（青森県で唯一ジャージー牛を専門とするアビタアジャージーファームで搾乳されたジャージー牛乳。）
- 低温殺菌牛乳「牧場の風」
- あおい森のヨーグルト（あおい森の牛乳 生乳100%のヨーグルト）
- Mayuミルクプリン
- アップルゼリー